# John Weinland Killinger
John Weinland Killinger (* 18. September 1824 in Annville, Lebanon County, Pennsylvania; † 30. Juni 1896 in Lebanon, Pennsylvania) war ein US-amerikanischer Politiker. Zwischen 1859 und 1881 vertrat er drei Mal den Bundesstaat Pennsylvania im US-Repräsentantenhaus.

## Werdegang
John Killinger besuchte die öffentlichen Schulen seiner Heimat und die Lebanon Academy. Danach absolvierte er die Mercersburg Preparatory School und bis 1843 das Franklin and Marshall College in Lancaster. Nach einem anschließenden Jurastudium und seiner 1846 erfolgten Zulassung als Rechtsanwalt begann er im Lebanon County in diesem Beruf zu arbeiten. In den Jahren 1848 und 1849 war er dort auch als Staatsanwalt tätig. Gleichzeitig schlug er eine politische Laufbahn ein. Von 1850 bis 1851 war er Abgeordneter im Repräsentantenhaus von Pennsylvania; zwischen 1854 und 1857 saß er im Staatssenat. Killinger wurde Mitglied der 1854 gegründeten Republikanischen Partei. Im Juni 1856 nahm er als Delegierter an der ersten Republican National Convention in Philadelphia teil, auf der John C. Frémont als Präsidentschaftskandidat nominiert wurde. Dieser verlor jedoch bei der Wahl gegen James Buchanan.
Bei den Kongresswahlen des Jahres 1858 wurde Killinger im zehnten Wahlbezirk von Pennsylvania in das US-Repräsentantenhaus in Washington, D.C. gewählt, wo er am 4. März 1859 die Nachfolge von John Christian Kunkel antrat. Nach einer Wiederwahl konnte er bis zum 3. März 1863 zwei Legislaturperioden im Kongress absolvieren. Diese waren bis 1861 von den Ereignissen im Vorfeld des Bürgerkrieges und ab 1861 vom Krieg selbst geprägt. Zwischen 1861 und 1863 war Killinger Vorsitzender des Ausschusses zur Kontrolle der Ausgaben des Postministeriums. Im Jahr 1862 verzichtete er auf eine weitere Kongresskandidatur.
Zwischen 1864 und 1866 arbeitete John Killinger für die Finanzbehörde. Ansonsten praktizierte er als Rechtsanwalt. Bei den Kongresswahlen des Jahres 1870 wurde er erneut im zehnten Distrikt seines Staates in den Kongress gewählt, wo er am 4. März 1871 Henry L. Cake ablöste. Nach einer Wiederwahl konnte er bis zum 3. März 1875 im US-Repräsentantenhaus verbleiben. Im Jahr 1874 trat er nicht zur Wiederwahl an.
Nach dem vorläufigen Ende seiner Zeit im US-Repräsentantenhaus betätigte er sich wieder als Anwalt. Im Jahr 1876 wurde er im 14. Bezirk seines Staates als Nachfolger von John Black Packer erneut in den Kongress gewählt. Nach einer Wiederwahl konnte er dort bis zum 3. März 1881 zwei letzte Legislaturperioden verbringen. 1880 verzichtete er auf eine weitere Kandidatur. Nach seinem endgültigen Ausscheiden aus dem Kongress praktizierte John Killinger weiterhin als Rechtsanwalt. Dabei war er auch für die Philadelphia & Reading Railroad Co. juristisch tätig. Er starb am 30. Juni 1896 in Lebanon, wo er auch beigesetzt wurde.